# Chiến tranh Goth (376–382)

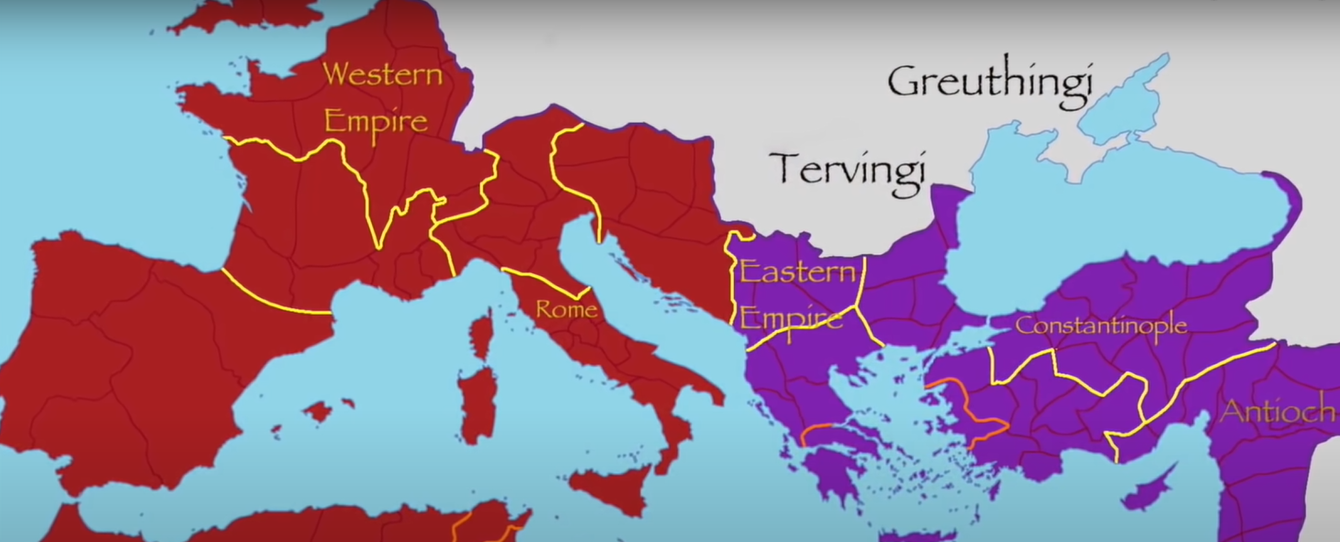
Nơi định cư của tộc Therving và Greuthungi năm 376

Giữa năm 376 và 382 Chiến tranh Gothic chống lại Đế quốc Đông La Mã, và đặc biệt là Trận Adrianople, thường được coi là một bước ngoặt lớn trong lịch sử của Đế chế La Mã, sự kiện đầu tiên của một loạt các sự kiện trong thế kỷ tiếp theo sẽ chứng kiến sự sụp đổ của Đế quốc Tây La Mã, mặc dù tầm quan trọng cuối cùng của nó đối với sự sụp đổ cuối cùng của Đế chế vẫn còn được tranh luận. Đó là một cuộc chiến trong nhiều cuộc chiến Gothic với Đế chế La Mã.

## Bối cảnh
Vào mùa hè năm 376, một số lượng lớn người Goth tiến đến sông Danube, biên giới của Đế chế La Mã, yêu cầu tị nạn khỏi người Hung. Họ gồm 2 nhóm: Thervings do Fritigern đứng đầu và Alavivus, Greuthungi đứng đầu bởi Alatheus và Saphrax. Eunapius cho biết số lượng có khoản 200,000 kể cả dân thường nhưng Peter Heather ước tính rằng Thervings có thể chỉ có tổng cộng 10,000 chiến binh và 50,000 người, với Greuthungi cũng có ước tính tương tự. Viện Lịch sử cổ đại Cambridge đặt ước tính hiện đại vào khoảng 90,000 người.
Người Goth gửi sứ giả tới Valens, Hoàng đế Đông La Mã, yêu cầu người dân của họ được phép định cư bên trong Đế quốc. Phải mất một khoảng thời gian để họ đến nơi, vì Hoàng đế đang ở Antioch chuẩn bị cho một chiến dịch chống lại Đế chế Sasanian giành quyền kiểm soát Armenia và Iberia. Phần lớn lực lượng của ông ta đóng quân ở phía Đông, cách xa sông Danube. Các nguồn cổ xưa nhất trí rằng Valens vui mừng với sự xuất hiện của người Goth, vì nó mang lại cơ hội cho những người lính mới với chi phí thấp. Với việc Valens cam kết hành động ở biên giới phía Đông, sự xuất hiện của một số lượng lớn người man rợ đồng nghĩa với việc lực lượng nòng cốt của ông ở Balkan đông hơn. Valens hẳn đã đánh giá cao sự nguy hiểm khi ông cho phép Thervings vào đế chế và những điều khoản ông đưa ra cho họ rất có lợi. Đây không phải là lần đầu tiên các bộ lạc man rợ được định cư; quá trình thông thường là một số sẽ được tuyển dụng vào quân đội và số còn lại sẽ được chia thành các nhóm nhỏ và tái định cư trên khắp đế chế theo quyết định của Hoàng đế. Điều này sẽ giúp họ không đặt ra một mối đe dọa thống nhất và hòa nhập họ vào dân số La Mã lớn hơn. Thỏa thuận khác với Thervings bằng cách cho phép họ chọn nơi định cư, Thrace, và cho phép họ tiếp tục thống nhất. Trong các cuộc đàm phán, Thervings cũng bày tỏ thiện chí muốn cải đạo sang Cơ đốc giáo. Về phần Greuthungi, quân đội La Mã và lực lượng hải quân đã chặn sông và từ chối cuộc vượt biên của họ.
Thervings có thể được phép đi qua tại hoặc gần pháo đài Durostorum. Họ được người La Mã chở bằng thuyền, bè và trong các thân cây rỗng; "cẩn thận thực hiện để không có kẻ hủy diệt tương lai nào của nhà nước La Mã bị bỏ lại phía sau, ngay cả khi bị đánh gục bởi một căn bệnh hiểm nghèo," dựa theo Ammianus Marcellinus. Mặc dù vậy, dòng sông đã dâng lên vì mưa và nhiều người chết đuối. Người Goth phải bị tịch thu vũ khí nhưng, liệu có phải do những người La Mã nắm quyền phụ trách đã nhận hối lộ, người La Mã không có đủ nhân lực để kiểm tra tất cả các chiến binh đã đến, hay những chiến binh được tuyển vào quân đội La Mã sẽ cần vũ khí của chính họ, nhiều người Goth đã  được phép giữ lại vũ khí của họ. Người La Mã đưa Thervings dọc theo bờ nam sông Danube ở Lower Mœsia khi họ chờ đợi việc giao đất bắt đầu. Trong thời gian tạm thời, nhà nước La Mã phải cung cấp thực phẩm cho họ.

## Đột phá

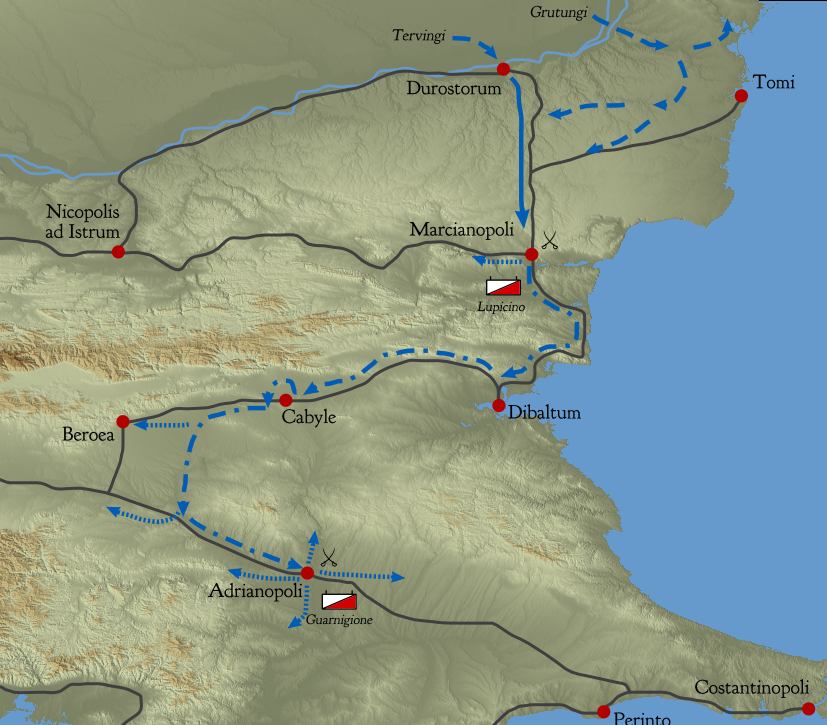
Những dịch chuyển của người Goth năm 376

Vì vậy, nhiều người trong một khu vực nhỏ đã gây ra tình trạng thiếu lương thực và Thervings bắt đầu chết đói. Hậu cần của La Mã không thể đối phó với số lượng lớn, và các quan chức dưới quyền chỉ huy của Lupicinus đơn giản là đã bán bớt phần lớn thực phẩm trước khi nó đến tay người Goth. Tuyệt vọng, các gia đình Gothic đã bán nhiều con cái của họ làm nô lệ cho người La Mã để lấy thịt chó với giá mỗi đứa trẻ một con chó.
Sự đối xử này đã khiến Therving Goths trở nên nổi loạn và Lupicinus quyết định di chuyển họ về phía nam đến Marcianople, bản doanh khu vực của mình. Để bảo vệ cuộc hành quân về phía nam, Lupicinus buộc phải rút quân La Mã bảo vệ sông Danube, cho phép Greuthungi nhanh chóng tiến vào lãnh thổ La Mã. Thervings sau đó cố tình làm chậm cuộc hành quân của họ để Greuthungi bắt kịp. Khi Thervings đến gần Marcianople, Lupicinus mời Fritigern, Alavivus và một nhóm nhỏ những người hầu cận của họ dùng bữa với ông trong thành phố. Phần lớn người Goth bị tạm giữ ở một khoảng cách nào đó bên ngoài, với quân đội La Mã giữa họ và thành phố. Do những người lính La Mã kiên trì từ chối cho phép người Goth mua vật tư ở chợ của thị trấn, giao tranh đã nổ ra và một số binh sĩ La Mã đã bị giết và bị cướp. Lupicinus, nhận được tin báo khi đang ngồi dự tiệc với các thủ lĩnh Gothic, đã ra lệnh cho Fritigern và Alavivus bắt làm con tin và các thuộc hạ của họ bị hành quyết. Khi tin tức về những vụ giết người đến với những người Goth ở bên ngoài, họ đã chuẩn bị để tấn công Marcianople. Fritigern khuyên Lupicinus rằng cách tốt nhất để làm dịu tình hình là cho phép ông trở về với người dân của mình và cho họ thấy rằng ông ta vẫn còn sống. Lupicinus đồng ý và trả tự do cho ông. Alavivus không được đề cập lại trong các nguồn và không rõ số phận của ông.
Sống sót sau đêm hỗn loạn và những sự sỉ nhục trước đó, Fritigern và Thervings quyết định đã đến lúc phá bỏ hiệp ước và nổi dậy chống lại người La Mã, và Greuthungi ngay lập tức tham gia cùng họ. Fritigern dẫn những người Goth rời khỏi Marcianople về phía Scythia. Lupicinus và quân đội của ông đã truy đuổi họ 14 km (8,7 mi) từ thành phố, đã chiến đấu trong Trận Marcianople và bị tiêu diệt. Tất cả các sĩ quan cấp dưới đều bị giết, các cờ hiệu quân sự bị mất và người Goth đã giành được vũ khí và áo giáp mới từ những người lính La Mã đã chết. Lupicinus sống sót và trốn thoát trở lại Marcianople.  Thervings sau đó đột kích và cướp phá khắp vùng.
Tại Adrianople, một lực lượng Gothic nhỏ do người La Mã sử dụng đã đồn trú dưới sự chỉ huy của Sueridus và Colias, họ là người Goth. Khi nhận được tin tức về các sự kiện, họ quyết định giữ nguyên vị trí "coi quyền lợi của bản thân là điều quan trọng nhất." Hoàng đế, sợ rằng có một đơn vị đồn trú của người La Mã dưới sự kiểm soát của người Gothic quá gần với một cuộc nổi dậy của người Gothic, đã ra lệnh cho Sueridus và Colias hành quân về phía đông đến Hellespontus. Hai viên chỉ huy yêu cầu lương thực và tiền bạc cho cuộc hành trình, cũng như hoãn lại hai ngày để chuẩn bị. Viên quan nhị hùng La Mã địa phương, tức giận với đồn trú này vì đã cướp phá biệt thự ngoại ô của ông trước đó, vũ trang cho người dân thành phố và khuấy động họ chống lại đồn trú. Đám đông yêu cầu người Goth tuân theo mệnh lệnh và rời đi ngay lập tức. Những người dưới quyền Sueridus và Colias ban đầu đứng yên nhưng khi họ hứng chịu những lời chửi rủa và những vật ném từ đám đông, họ đã tấn công và giết chết nhiều người. Các đơn vị đồn trú rời thành phố và gia nhập Fritigern, và quân Goth bao vây Adrianople. Nhưng thiếu trang thiết bị và kinh nghiệm để tiến hành một cuộc bao vây và mất nhiều người vì tên lửa, họ đã bỏ thành phố. Fritigern tuyên bố bây giờ ông "giữ hòa bình với những bức tường". Người Goth một lần nữa phân tán để cướp phá vùng nông thôn trù phú và không được bảo vệ. Sử dụng tù nhân và những kẻ phản bội La Mã, người Goth đã được dẫn đến các kho chứa bí ẩn, những ngôi làng giàu có và những nơi tương tự.
| “ | Vì không phân biệt tuổi tác hay giới tính, tất cả mọi nơi đều bị thiêu rụi bởi tàn sát và đám cháy lớn, những đứa trẻ bú sữa mẹ bị xé ra khỏi chính bộ ngực của mẹ chúng và bị giết, những người vợ và góa chồng bị giết trước khi mang thai, những đứa con trai mới lớn hoặc đã trưởng thành đã bị kéo đi trên xác chết của cha mẹ họ. Cuối cùng, nhiều người đàn ông lớn tuổi, khóc lóc rằng họ đã sống đủ lâu sau khi mất tài sản và những người phụ nữ xinh đẹp của họ, bị dẫn đến lưu đày với cánh tay chắp sau lưng và khóc trước đống tro tàn rực sáng của ngôi nhà tổ tiên của họ. | ” |

## Chiến dịch Goths năm 377

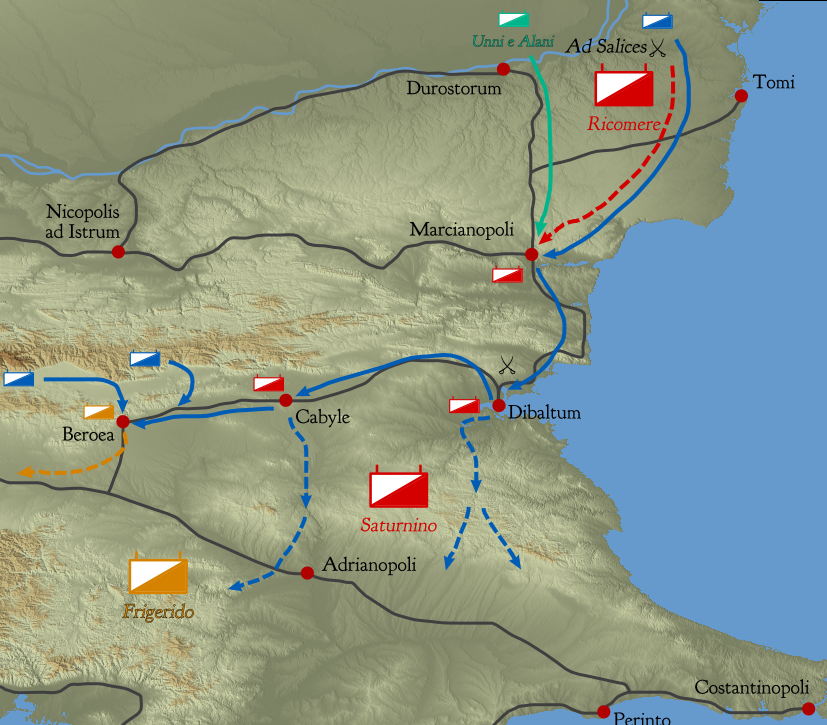
Chiến dịch năm 377

Nhiều người Goth bên trong lãnh thổ La Mã đã gia nhập Fritigern, cũng như nô lệ, thợ mỏ và tù nhân. Các đơn vị đồn trú của La Mã trong các thị trấn kiên cố được tổ chức nhưng những đơn vị bên ngoài lại là con mồi dễ dàng. Người Goth đã tạo ra một đoàn xe ngựa rộng lớn để chứa tất cả chiến lợi phẩm và nguồn cung cấp cướp phá từ vùng nông thôn La Mã và họ đã trút cơn thịnh nộ vào người dân La Mã vì những gì họ đã phải chịu đựng. Những người từng bắt đầu là những người tị nạn đói khát đã biến thành một đội quân hùng mạnh.
Valens, bây giờ nhận ra mức độ nghiêm trọng của tình hình từ căn cứ của ông ở Antioch, đã cử tướng Victor để đàm phán một hòa bình ngay lập tức với người Sassanids. Ông cũng bắt đầu chuyển quân đội Đông La Mã đến Thrace. Trong khi quân đội chủ lực được huy động, ông đã gửi một lực lượng tiến công dưới quyền Traianus và Profuturus. Valens cũng liên hệ với Hoàng đế Tây La Mã Gratian, đồng hoàng đế và cháu trai của ông, để được trợ giúp. Gratian đáp lại bằng cách cử come domesticorum Ricomer và come rei militaris Frigeridus để bảo vệ các con đường phía tây đi qua Núi Haemus với binh lính của họ. Mục đích là để ngăn chặn người Goth lan rộng về phía tây và để cuối cùng hai lực lượng này liên kết với quân đội phía Đông.  Những đợt chuyển quân khổng lồ này và sự hợp tác của phương Tây đã nói lên mối đe dọa nghiêm trọng mà người Goth gây ra. 
Traianus và Profuturus đến dẫn đầu quân đội Armenia, nhưng Frigeridus, lãnh đạo người Pannonian và quân trợ chiến ngoài Alpine, bị ốm vì bệnh gút. Ricomer, đã lãnh đạo một lực lượng bị cắt giảm từ đội quân sứ quân của Gratian, đã chỉ huy các lực lượng tổng hợp với sự đồng ý của các thủ lĩnh khác, có thể là tại Marcianople. The Goths withdrew north of the Haemus mountains, and the Romans moved to engage. Tại một nơi được gọi là Ad Salices  ("Willows"), họ đã chiến đấu trong  Trận Willows. Quân La Mã đông hơn, và trong trận chiến, cánh trái của họ bắt đầu sụp đổ. Chỉ với quân tiếp viện vội vàng và kỷ luật của người La Mã, tình hình mới được giải quyết. Trận chiến kéo dài cho đến chạng vạng, khi các đội quân đối lập ngừng chiến và rời chiến trường. Người Goth rút lui vào pháo đài xe ngựa của họ, để lại trận chiến hòa đẫm máu. Cả hai bên đều thiệt hại nặng nề, bao gồm cả Profuturus, người đã bị giết trên chiến trường.
Sau trận chiến, người La Mã rút lui về Marcianople, và những người Goth ở Fritigern đã dành bảy ngày trong pháo đài xe ngựa của họ trước khi di chuyển ra ngoài. Frigeridus đã tiêu diệt và bắt làm nô lệ cho một nhóm người Goth tàn sát dưới quyền Farnobius và gửi những người sống sót đến Ý. Mùa thu năm đó, Ricomer trở lại Gaul để thu thập thêm quân cho chiến dịch năm sau. Valens trong khi đó đã cử binh lính dưới quyền magister equitum Saturninus đến Thrace để tham gia với Traianus. Saturninus và Traianus đã dựng lên một hàng rào pháo đài ở đèo Haemus để ngăn chặn người Goth.  Người La Mã hy vọng có thể làm suy yếu kẻ thù bằng sự khắc nghiệt của mùa đông và nạn đói, sau đó dụ Fritigern tham gia trận chiến mở trên vùng đồng bằng giữa dãy núi Haemus và sông Danube để kết liễu ông ta. Người Goth, một lần nữa đói khát và tuyệt vọng, cố gắng vượt qua các con đèo nhưng đều bị đẩy lùi. Sau đó Fritigern tranh thủ sự trợ giúp của lính đánh thuê Huns và Alans, những người đã tăng cường sức mạnh cho ông. Saturninus, nhận ra rằng anh ta không thể chống lại họ, đã từ bỏ phong tỏa và rút lui. Do đó, người Goth được tự do tấn công lần nữa, vươn xa tới Núi Rhodope và Hellespont.
Người Goth, cùng với các đồng minh mới của họ là Huns và Alans, tiến về phía nam để tìm kiếm cướp bóc và áp sát thành phố Deultum đã giành chiến thắng trong Trận Deultum tiêu diệt hầu hết quân đội Đông La Mã và thành phố. Barzimeres, Tribunum scutariorum (Chỉ huy Đội cận vệ), bị giết và Equitius, cura palatii (Thống chế của Triều đình), bị bắt. Người Goth hành quân đến Augusta Trajana để tấn công tướng Frigiderus nhưng do thám của ông đã phát hiện ra quân xâm lược và ông đã kịp thời rút lui đến Illyria nhưng thành phố cũng bị phá hủy. Equitius sau đó đã trốn thoát khỏi nơi bị giam cầm.
Các cuộc khảo cổ học tìm thấy trong khu vực này, có niên đại thời gian này cho thấy các biệt thự La Mã có dấu hiệu bị bỏ hoang và cố ý phá hủy. Sự tàn phá đã buộc Valens phải chính thức giảm thuế đối với người dân Mœsia và Scythia.

## Trận Adrianople: 378
Valens cuối cùng cũng rút lui khỏi mặt trận phía Đông, sau khi dành nhiều nhượng bộ cho người Ba Tư và cùng với phần lớn quân đội của mình đến Constantinople vào ngày 30 tháng 5 năm 378. Việc ông tiến vào thành phố đã gây ra những cuộc bạo động nhỏ chống lại ông. Theo Historia Ecclesiastica của Socrates Scholasticus, các công dân kinh đô buộc tội Hoàng đế Valens lơ là việc phòng thủ, để lộ chúng trước các cuộc tấn công của những người Goth, những kẻ hiện đang đe dọa chính Constantinople và thúc giục ông rời khỏi thành phố đối đầu với những kẻ xâm lược thay vì tiếp tục trì hoãn. Valens rời thành phố sau mười hai ngày và cùng quân đội di chuyển đến biệt thự hoàng gia Melanthias, phía tây Constantinople, vào ngày 12 tháng 6. Ở đó, ông phân phát lương, vật tư và diễn thuyết các bài phát biểu cho binh lính của mình để nâng cao tinh thần.
Đổ lỗi cho Traianus về trận hòa đẫm máu tại The Willows, Valens giáng chức ông ta và bổ nhiệm Sebastianus, người đã đến từ Ý, chỉ huy và tổ chức quân đội Đông La Mã. Sebastianus lên đường với một lực lượng nhỏ, được rút ra từ Scholae Palatinae của Hoàng đế, để giao chiến với các toán đột kích Gothic riêng biệt. Ông đến Adrianople đầu tiên và đó là nỗi sợ hãi của những người Goth lang thang, thành phố cần nhiều thuyết phục để mở cổng cho ông. Sau đó, Sebastianus đã dành được một vài chiến thắng nhỏ. Trong một trường hợp, ông đợi cho đến khi màn đêm buông xuống để phục kích một chiến đoàn Gothic đang ngủ dọc theo sông Hebrus và tàn sát hầu hết chúng. Theo Ammianus, chiến lợi phẩm mà Sebastianus mang về là quá nhiều đối với Adrianople. Thành công của Sebastianus đã thuyết phục Fritigern triệu tập lại các nhóm đột kích của mình tới khu vực Cabyle, vì sợ bị chia thành từng mảnh.
Hoàng đế Tây La Mã Gratian đã có ý định tham gia với quân đội của Valens nhưng các sự kiện ở phương Tây đã giam giữ ông. Đầu tiên là một cuộc xâm lược của Lentienses vào Gaul vào tháng 2 năm 378, mà Gratian đã đánh bại. Sau đó thông tin tình báo đến từ phía bên kia của sông Rhine cảnh báo về sự chuẩn bị cho các cuộc xâm lược nhiều hơn của người man rợ. Điều này buộc Gratian phải tự mình vượt sông trước và kiểm soát tình hình khi đánh bại thành công quân Alemanni. Tuy nhiên, điều này mất nhiều thời gian và phải đến tháng 8, Gratian mới gửi một thông điệp tuyên bố về những chiến thắng và sự xuất hiện của ông. Valens, người đã sốt ruột chờ đợi quân đội Tây La Mã từ tháng 6, vì ghen tị với vinh quang của cháu trai mình và của Sebastianus, vì vậy khi nghe tin người Goth đang tiến về phía nam tới Adrianople, Valens đã nhổ trại quân đội của mình và hành quân tới đó để tiêu diệt chúng. Do thám của người La Mã đã báo cáo một cách sai lầm rằng người Goth, những người được nhìn thấy đang đột kích gần Nika, chỉ có 10,000 người chiến đấu. Vào khoảng ngày 7 tháng 8, Ricomer trở về từ phương Tây với lực lượng bảo vệ tiên tiến của quân đội phương Tây và một thông điệp mới: Gratian đang ở gần con đèo Succi dẫn đến Adrianople và ông khuyên chú của mình hãy đợi ông. Valens đã gọi một hội đồng chiến tranh để quyết định vấn đề. Theo Ammianus, Sebastianus chủ trương tấn công người Goth ngay lập tức và Victor cảnh báo hãy đợi Gratian. Theo Eunapius, Sebestianus nói rằng họ nên đợi. Trong mọi trường hợp, hội đồng và Valens quyết định tấn công ngay lập tức, được những kẻ tâng bốc triều đình đánh giá cao về chiến thắng dễ dàng sắp tới.

Trận Adrianople chứng kiến một trong những thất bại tồi tệ nhất mà quân đội La Mã từng phải gánh chịu. Bản đồ của trận chiến, theo Khoa Lịch sử của Học viện Quân sự Hoa Kỳ.

Người Goth đã cử các phái viên do một linh mục Cơ đốc dẫn đầu đến người La Mã để đàm phán vào đêm 8 tháng 8. Cùng với họ, Fritigern đã gửi hai bức thư. Điều đầu tiên quy định rằng người Goth chỉ muốn có đất ở Thrace và đổi lại họ sẽ liên minh với người La Mã. Bức thư thứ hai, gửi riêng cho Valens, nói rằng Fritigern thực sự muốn hòa bình nhưng người La Mã sẽ phải tiếp tục động viên để ông có thể thực thi hòa bình cho chính dân tộc của mình. Không rõ Fritigern có tha thiết hay không, vì Valens đã từ chối đề nghị. Vào sáng ngày 9 tháng 8, Valens rời kho bạc, con dấu của hoàng gia và các quan chức dân sự ở Adrianople và hành quân lên phía bắc để giao chiến với người Goth. Vào khoảng hai giờ chiều, người La Mã đã nhìn thấy pháo đài toa xe kiểu Gothic. Không giống như người La Mã, người Goth đã được nghỉ ngơi đầy đủ và hai bên tập hợp thành đội hình chiến đấu. Fritigern đã gửi thêm các phái viên hòa bình và từ lâu đã gửi đến sự hỗ trợ của kỵ binh Greuthungi dưới sự chỉ huy của Alatheus và Saphrax, những người đã tách khỏi Gothic chính. Những điều này vẫn không bị phát hiện bởi các trinh sát La Mã.
Quân đội Đông La Mã mất nước dưới cái nắng gay gắt của mùa hè và những người Goth đốt lửa để thổi khói và tro bụi vào các đội hình La Mã. Valens xem xét lại lời đề nghị hòa bình và đang chuẩn bị cử Ricomer đến gặp Fritigern khi hai đơn vị Scholae Palatinae tinh nhuệ của La Mã, Scutarii dưới quyền Cassio và Sagittarii duối quyền Bacurius, giao chiến với người Goth mà không cần lệnh. Điều này buộc trận Adrianople bắt đầu. Khi quân đội giao chiến, kỵ binh Greuthungi và Alan đến và xoay chuyển trận chiến có lợi cho người Goth. Cánh trái của quân La Mã đã bị bao vây và phá hủy và một cuộc chiến bắt đầu dọc theo các chiến tuyến đã trở thành một cuộc tắm máu cho các lực lượng La Mã. Chúng bị đóng chặt đến mức không thể di chuyển và một số không thể nhấc cánh tay của mình lên. Rất ít lối thoát để chạy.
| “ | Và do đó, những kẻ man rợ, đôi mắt rực lửa điên cuồng, đang truy đuổi người của chúng tôi, trong huyết quản của những kẻ này máu lạnh tê tái: một số ngã xuống mà không biết ai đã hạ gục họ, những người khác bị chôn vùi dưới sức nặng của những kẻ tấn công họ; một số bị giết bởi thanh kiếm của một đồng đội; vì họ thường xuyên tập hợp, không có căn cứ nào, và cũng không ai tha cho những kẻ rút lui. Ngoài tất cả những điều này, các con đường bị chặn bởi nhiều người bị thương nặng, than thở về sự dày vò của vết thương của họ; và cùng với họ là những ụ ngựa đổ đầy xác chết trên đồng bằng. Trước những mất mát không thể bù đắp này, quá tốn kém cho nhà nước La Mã, một đêm không có ánh sáng của mặt trăng đã chấm dứt. | ” |

Sebastianus, Traianus, quan bảo dân Aequitius và 35 sĩ quan cấp cao đã bị giết, trong khi Ricomer, Victor và Saturninus đã trốn thoát. Hai phần ba quân đội Đông La Mã nằm chết trên cánh đồng. Có những câu chuyện mâu thuẫn về những gì đã xảy ra với chính Hoàng đế. Một người cho rằng ông ta bị thương và bị một số người của ông kéo ra khỏi cánh đồng đến một ngôi nhà trang trại. Những người Goth tiếp cận nó và bị bắn bằng những mũi tên, khiến những người Goths thiêu rụi nó khi có Hoàng đế bên trong. Báo cáo khác nói rằng Valens đã bị giết trong trận chiến trên chiến trường với quân đội của mình. Dù có chuyện gì xảy ra, thi thể của ông không bao giờ được tìm thấy.
Người Goth, được tiếp thêm sinh lực bởi chiến thắng đáng kinh ngạc của họ, đã bao vây Adrianople nhưng thành phố kháng cự. Các bức tường của nó được củng cố, những tảng đá khổng lồ được đặt sau cánh cổng và những mũi tên, đá, lao và pháo dội xuống những kẻ tấn công. Người Goth mất người nhưng không có tiến bộ. Vì vậy, họ đã dùng đến thủ đoạn: họ ra lệnh cho một số kẻ phản bội La Mã giả vờ chạy trốn khỏi người Goth và xâm nhập vào thành phố, nơi họ đốt lửa để cho phép người Goth, trong khi người dân đang bận rộn dập lửa, tấn công các bức tường bất khả kháng. Kế hoạch đã không thực hiện. Những kẻ phản bội La Mã được chào đón vào thành phố nhưng khi câu chuyện của họ không phù hợp, họ bị giam cầm và tra tấn. Họ thú nhận đã dính bẫy và bị chặt đầu. Người Goth phát động một cuộc tấn công khác nhưng nó quá thất bại. Với thất bại cuối cùng này, người Goth đã bỏ cuộc và hành quân đi. Họ cùng với một số người Huns và Alans đầu tiên đến Perinthus và sau đó đến Constantinople. Ở đó, họ đã bị chống đỡ trong trận chiến nhỏ bé ở Constantinople với sự trợ giúp của các đơn vị đồn trú Ả Rập của thành phố. Vào một khoảnh khắc, một người Ả Rập chỉ mặc một chiếc khố lao tới chống lại người Goth, rạch cổ họng họ và hút hết máu. Điều này khiến người Goth kinh hãi và kết hợp với kích thước khổng lồ của thành phố và những bức tường của nó, họ quyết định hành quân một lần nữa để cướp bóc vùng nông thôn.
Với việc Valens chết, Đế chế Đông La Mã phải hoạt động mà không có Hoàng đế. Quân vụ Trưởng quan phía Đông, Julius, sợ hãi các quần thể Gothic ở những nơi khác trong Đế chế Đông La Mã, cả dân thường và những người Goth phục vụ trong các đơn vị quân đội trên khắp Đế chế. Sau sự kiện của Adrianople, họ có thể liên minh với Fritigern và lan rộng cuộc khủng hoảng ra nhiều tỉnh hơn nữa. Do đó, Julius đã cho những người Goth gần biên giới nhủ mồi nhau và tàn sát. Đến năm 379, tin tức đến được với người Goth ở các tỉnh nội địa về các vụ thảm sát và một số cuộc bạo động, đặc biệt là ở Tiểu Á. Người La Mã dẹp loạn và tàn sát người Goth ở những nơi đó, cả vô tội và có tội.

## 379–382: Theodosius I và kết thúc chiến tranh

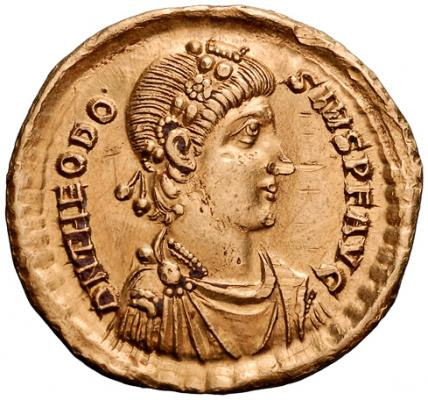
Tân Hoàng đế của Đông La Mã, Theodosius I.

Đối với các sự kiện của Chiến tranh Gothic giữa năm 379 và 382, có rất ít nguồn và các báo cáo trở nên khó hiểu hơn, đặc biệt là liên quan đến sự nổi lên của Theodosius I với tư cách là Hoàng đế Đông La Mã mới. Theodosius, sinh ra ở Hispania, là con trai của một vị tướng thành đạt. Theodosius với tư cách là dux Mœsiae đã vận động ở phía đông Balkan chống lại người Sarmatia vào năm 374. Sau khi cha ông trở thành nạn nhân của âm mưu triều đình sau cái chết của Hoàng đế Tây La Mã Valentinian I, Theodosius quyết định lui về dinh thự của mình ở Tây Ban Nha. Ông được triệu tập về phương Đông là một bí ẩn. Có lẽ kinh nghiệm quân sự của ông và nhu cầu quan trọng đối với bất kỳ vị hoàng đế mới nào cũng đóng góp một phần. Có vẻ như Theodosius đã lấy lại chức vụ của mình với tư cách là dux Mœsiae. Ông có thể đã vận động chống lại người Goth vào cuối năm 378. Vào ngày 19 tháng 1 năm 379, Theodosius được phong làm hoàng đế. Các nguồn tin đều im lặng về cách điều này xảy ra. Không rõ Gratian đã bắt đầu nâng cao Theodosius cho chính mình hay đội quân sống sót ở phía Đông buộc Gratian phải chấp nhận Theodosius là đồng nghiệp của mình. Dù nguyên nhân là gì, Gratian vẫn thừa nhận Theodosius là đồng hoàng đế của mình nhưng ngay lập tức rời đến phương Tây để đối phó với Alemanni. Gratian đã đề nghị giúp đỡ rất ít cho Theodosius trong việc đối phó với người Goth, ngoài việc trao cho anh ta quyền kiểm soát các giáo phận của đế quốc phương Tây là Dacia và Macedonia.
Theodosius bắt đầu tuyển mộ một đội quân mới tại trụ sở chính của mình ở Thessalonica. Những người nông dân bị bắt đi lính, và những lính đánh thuê man rợ từ bên ngoài sông Danube đã được mua lại. Sự khởi thảo của nông dân đã tạo ra nhiều bất bình. Một số tự cắt ngón tay cái của mình, nhưng nhiều người khác ẩn mình hoặc đào ngũ với sự giúp đỡ của các chủ đất, những người không hài lòng với việc mất công nhân của mình cho quân đội. Theodosius đã đáp trả bằng nhiều luật khắc nghiệt trừng phạt những kẻ giấu giếm kẻ đào ngũ và thưởng cho những kẻ đã từ bỏ họ. Ngay cả những kẻ tự cắt xẻo mình vẫn bị buộc vào quân đội La Mã.
Tướng Modares của Theodosius, một người Goth, đã giành được một chiến thắng nhỏ trước Fritigern. Ngay cả những chiến công nhỏ như thế này cũng được các tuyên truyền viên đế quốc tung hô rầm rộ; có số kỷ lục ăn mừng chiến thắng bằng một nửa của bảy thập kỷ trước cộng lại. Theodosius cần chiến thắng và cần được coi là người đối phó với cuộc khủng hoảng Gothic.
Năm 380, người Goth chia rẽ. Greuthungi đến Illyricum và xâm chiếm tỉnh Pannonia ở phía Tây. Tranh chấp lại tiếp tục nổ ra; họ hoặc bị đánh bại bởi lực lượng của Gratian, hoặc họ đã ký một thỏa thuận hòa bình để giải quyết họ ở Pannonia. Thervings đi về phía nam đến Macedonia và Thessaly. Theodosius với đội quân mới của mình đã hành quân để gặp họ nhưng với đầy rẫy những kẻ man rợ và những tân binh không đáng tin cậy, nó đã tan rã. Những người lính man rợ gia nhập Fritigern, và nhiều người La Mã đã đào ngũ. Với chiến thắng, Thervings tự do buộc các thành phố La Mã địa phương trong vùng mới này phải cống nạp cho họ. Sau đó, Đế quốc Tây La Mã cuối cùng đã đưa ra một số trợ giúp. Sau khi kết thúc cuộc xâm lược của người Gothic ở Pannonia, Gratian gặp Theodosius tại Sirmium và chỉ đạo các tướng của mình là Arbogast và Bauto để giúp đánh đuổi người Goth trở lại Thrace, mà họ đã thực hiện thành công vào mùa hè năm 381. Theodosius trong khi đó rời đến Constantinople, nơi ông ở lại. Sau nhiều năm chiến tranh, sự thất bại của hai đạo quân La Mã và tiếp tục bế tắc, các cuộc đàm phán hòa bình đã được mở ra.

## Hòa bình và kết quả
Ricomer và Saturninus tiến hành các cuộc đàm phán cho người La Mã và hòa bình được tuyên bố vào ngày 3 tháng 10 năm 382. Đến lúc đó, các chỉ huy Gothic từ Adrianople đã biến mất; Fritigern, Alatheus và Saphrax không bao giờ được nhắc đến trong lịch sử cổ đại và số phận cuối cùng của họ vẫn chưa được biết đến. Nhiều suy đoán từ cái chết trong trận chiến đến bị lật đổ như cái giá của hòa bình.
Trong hòa bình, người La Mã công nhận không có thủ lĩnh chung nào của người Goth và người Goth trên danh nghĩa đã được hợp nhất vào Đế chế La Mã. Người La Mã đã đạt được một liên minh quân sự với họ như foederati: người Goth sẽ được biên chế vào quân đội La Mã và trong những trường hợp đặc biệt có thể được kêu gọi để trang bị đầy đủ quân đội cho người La Mã. Điều khác biệt so với thông lệ La Mã truyền thống là người Goth được trao các vùng đất bên trong Đế chế La Mã, ở các tỉnh Scythia, Mœsia và có thể cả Macedonia, dưới quyền riêng của họ và không bị phân tán. Điều này cho phép họ ở lại với nhau như một dân tộc thống nhất với luật lệ nội bộ và truyền thống văn hóa của riêng họ. Để ký kết thỏa thuận, Theodosius đã tổ chức cho người Goth một bữa tiệc lớn.
Themistius, một nhà hùng biện La Mã và tuyên truyền viên đế quốc, trong khi thừa nhận rằng người Goth không thể bị đánh bại về mặt quân sự, đã bán hòa bình như một chiến thắng cho người La Mã, những người đã chiến thắng người Goth về phía họ và biến họ thành nông dân và đồng minh. Ông tin rằng trong thời gian những người Goth man rợ sẽ trở thành những người La Mã kiên định như những người Galatians man rợ trước đó.
| “ | Vì chỉ cần giả sử rằng việc phá hủy này là một vấn đề dễ dàng và chúng ta có đủ phương tiện để hoàn thành nó mà không phải chịu bất kỳ hậu quả nào, mặc dù từ kinh nghiệm trong quá khứ, đây không phải là một kết luận có khả năng xảy ra trước, nhưng chỉ giả sử, như tôi đã nói, giải pháp này nằm trong sức mạnh của chúng ta. Sau đó, tốt hơn là lấp đầy Thrace với xác chết hay với nông dân? Để làm cho nó đầy những ngôi mộ hay những người đàn ông sống? Để tiến qua một vùng hoang dã hay một vùng đất canh tác? Để đếm số người bị giết hoặc những người làm đất? Có thể thuộc địa hóa nó với Phrygians và Bithynians, hoặc để sống hòa hợp với những người mà chúng ta đã khuất phục. | ” |

| “ | Tất cả những gì khéo léo [quân sự] của chúng ta đã tỏ ra vô dụng; chỉ lời khuyên của [Theodosius'] và phán đoán của bạn đã tạo ra một sức đề kháng bất khả chiến bại và chiến thắng bạn giành được nhờ những nguồn lực bên trong này của bạn còn tốt hơn nếu bạn thắng bằng vũ khí. Vì các ngươi đã không tiêu diệt những kẻ đã làm sai chúng ta nhưng đã chiếm đoạt chúng. Bạn đã không trừng phạt họ bằng cách chiếm đất của họ nhưng đã mua thêm nông dân cho chúng tôi. Bạn đã không tàn sát chúng như những con thú hoang dã nhưng quyến rũ chúng dã man giống như thể một người nào đó, sau khi bẫy sư tử hoặc báo gấm trong lưới, không phải để giết nó mà chỉ để nó trở thành một con thú gánh nặng. Những kẻ phun lửa này, khó đối với người La Mã hơn là Hannibal, giờ đã đến bên cạnh chúng ta. Chế ngự và phục tùng, họ giao phó người và vũ khí của họ cho chúng ta, cho dù hoàng đế muốn thuê họ làm nông dân hay binh lính. | ” |

Bất chấp những hy vọng này, Chiến tranh Gothic đã thay đổi cách Đế chế La Mã đối phó với các dân tộc man rợ, cả bên ngoài và bên trong biên giới đế quốc. Therving Goths giờ đây có thể thương lượng vị trí của họ với Rome, bằng vũ lực nếu cần, với tư cách là một dân tộc thống nhất bên trong biên giới của Đế chế và sẽ tự biến mình thành người Visigoth. Đôi khi họ đóng vai trò là bạn bè và đồng minh của người La Mã, lúc khác lại là kẻ thù. Sự thay đổi này trong mối quan hệ của Rome với những người man rợ sẽ dẫn đến việc thành Rome bị cướp phá năm 410.
Chiến tranh Gothic cũng ảnh hưởng đến tôn giáo của Đế chế. Valens từng là một Cơ đốc nhân Arian và cái chết của ông tại Adrianople đã giúp mở đường cho Theodosius để đưa Cơ đốc giáo Nicene trở thành hình thức Cơ đốc giáo chính thức của Đế quốc. Người Goth, giống như nhiều dân tộc man rợ, đã cải sang thuyết Arian.

## Xem thâm
- Trận Adrianople
- Cướp phá thành Rome (410)
- Quân đội La Mã kỳ cuối
- Cơ đốc giáo vào cuối thời cổ đại
- Sự sụp đổ của Đế chế Tây La Mã